# Kysyl-Art-Pass

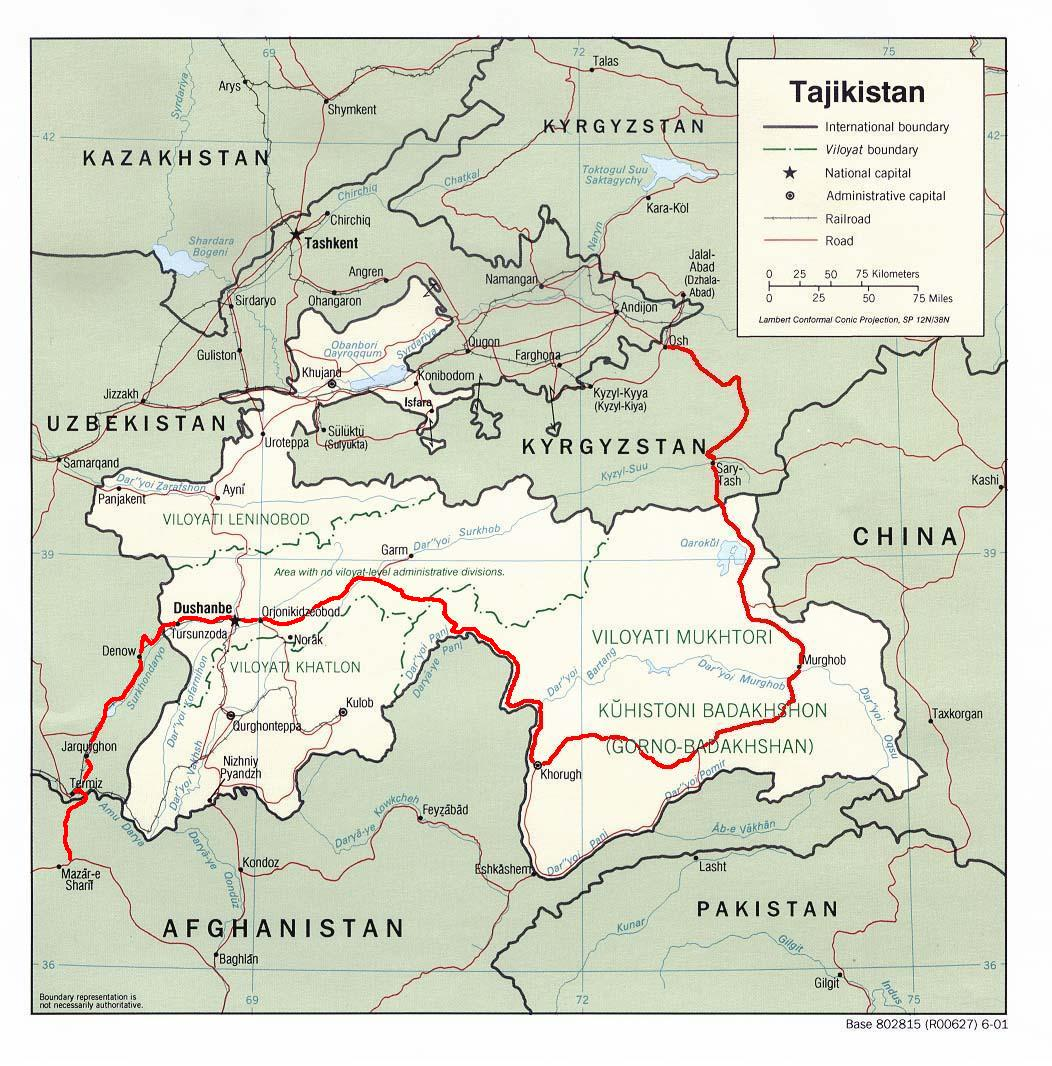
Streckenverlauf des Pamir-Highways

Der Kysyl-Art-Pass ist ein 4250 m hoher Gebirgspass auf dem Pamir Highway (M41) in der Transalai-Kette im Pamir.
Er befindet sich auf der Grenze zwischen den zentralasiatischen Republiken Kirgisistan im Norden und Tadschikistan im Süden und verbindet die kirgisische Provinz (Oblast) Osch mit der autonomen Provinz Berg-Badachschan im äußersten Osten Tadschikistans. Der Pass zwischen diesen sehr spärlich besiedelten Gebieten ist nur wenig befahren.
Der Pass liegt etwa 50 km südlich des kirgisischen Orts Sarytasch, am 1932 fertiggestellten Teilstück des Pamir Highways vom kirgisischen Osch im Ferghanatal nach Chorugh in Tadschikistan. Von Norden aus dem malerischen, zwischen dem Alai-Gebirge und der Transalai-Kette des Pamir am Oberlauf des Kysylsuu gelegenen, weiten Alai-Tal kommend ist der Anstieg zum Pass recht flach. Auf der Südseite hinab in das Hochgebirgswüstental Markansu ist die Streckenführung hingegen relativ steil.

## Galerie

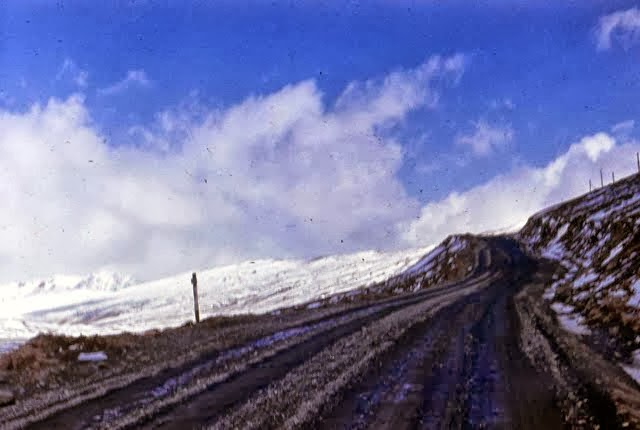
Aufstieg zum Pass
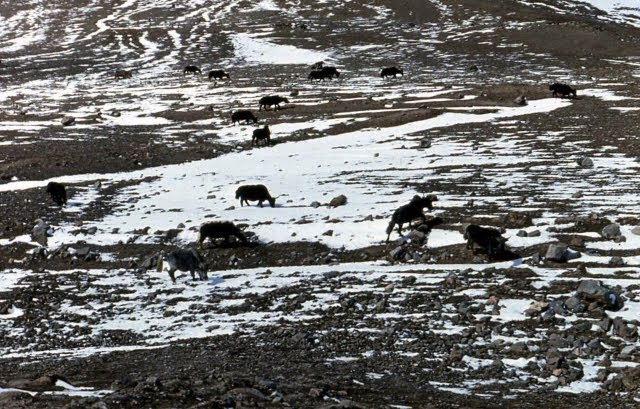
Yaks am Pass
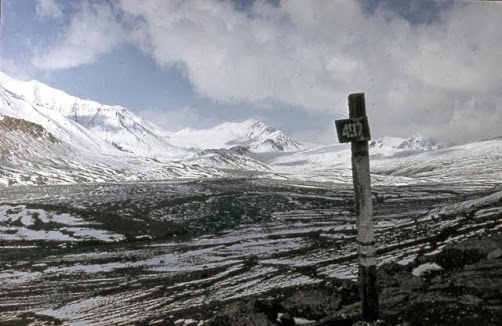
Kilometertafel am Pass
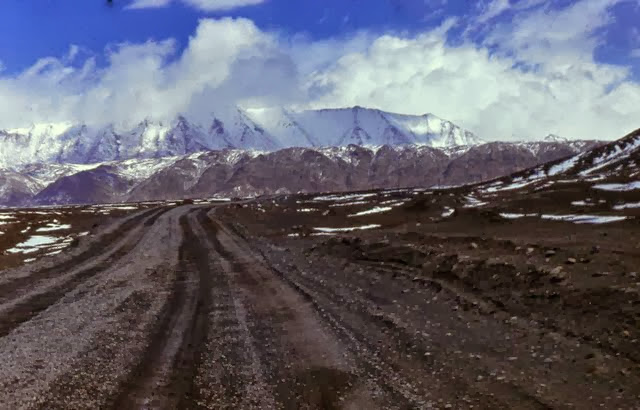
Pamir-Trakt in der Nähe des Kysyl-Art-Passes